# ميدان مظفر خان (سياه منصور)
میدان مظفر خان (بالفارسية: میدان مظفرخان) هي قرية تقع في إيران في قسم سیاه منصور الريفي. يقدر عدد سكانها بـ 147 نسمة بحسب إحصاء 2016.